# Heráclito y Oriente
Heráclito y Oriente (1916-17) es una obra filosófica fundamental de los comienzos de la época Arya del yogui poeta y pensador hindú Sri Aurobindo (1872-1950).   

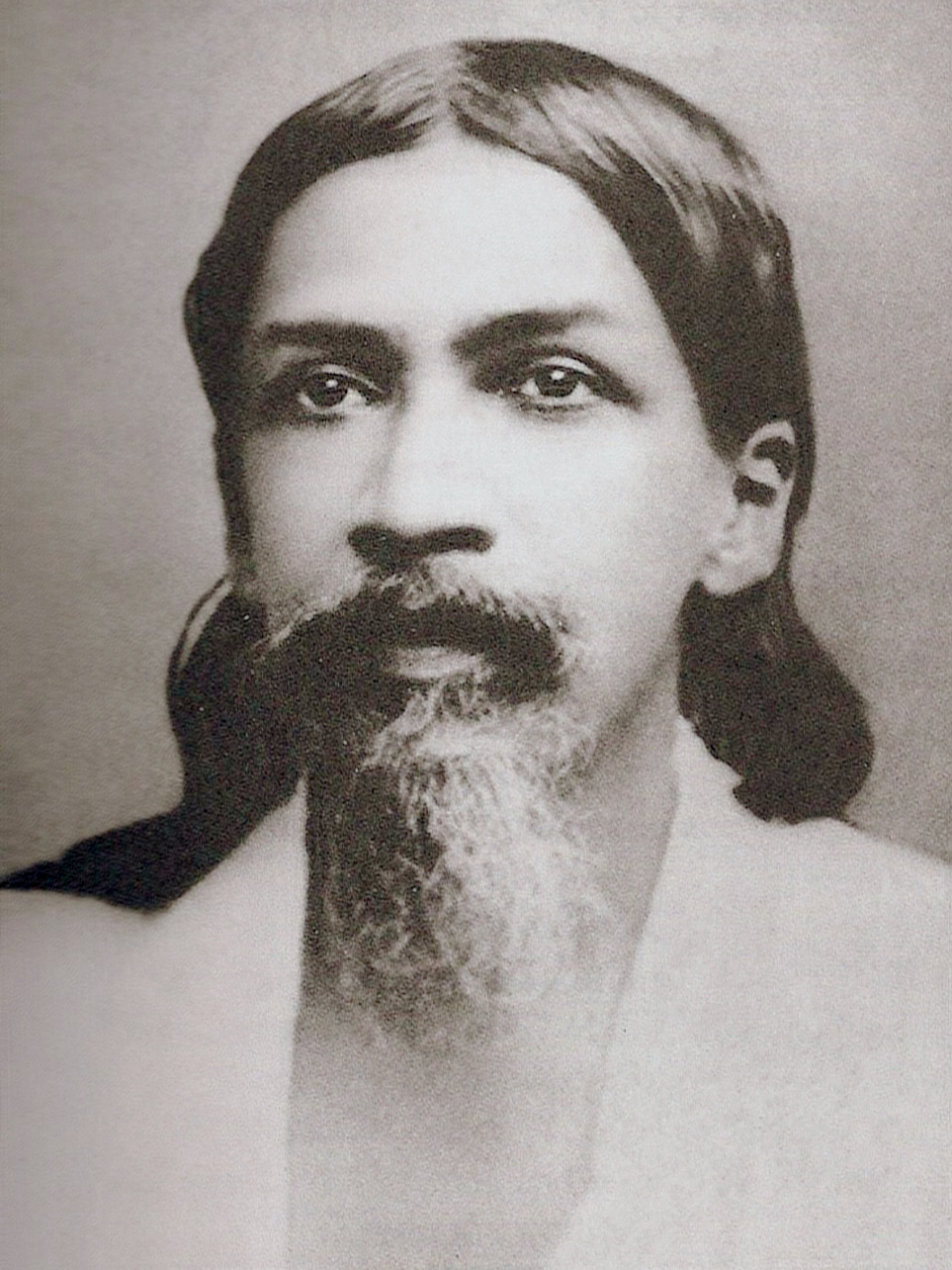

Se trata de un ensayo clave de la Filosofía comparada y en general de la Comparatística del siglo XX que tiene por objeto una novedosa y sutil interpretación del filósofo presocrático con resultados hermenéuticos reveladores y universalistas. La obra se publica inicialmente en la revista Arya creada por el propio Aurobindo, pero solo a partir de la década de los cuarenta comenzará a ser conocida en Occidente.
La primera versión española del escrito de Aurobindo es obra de síntesis, a modo de juego de espejos, realizada en siete capítulos por el importante estudioso de Heráclito y la filosofía presocrática Alfredo Llanos. Es de saber, por otra parte, que el principal estudioso español de Aurobindo es Vicente Merlo.
Según Aurobindo:
Aunque las nociones humanas de bien varíen según las transformaciones del devenir, el bien y la justicia humanos no persisten menos en el transcurrir de las cosas y conservan la medida de éstas. Heráclito admite modelos relativos, mas como pensador está obligado a superarlos. Todo es a la vez uno y múltiple, uno absoluto y uno relativo y todas las relaciones de lo múltiple son relatividades y sin embargo se nutren con lo absoluto que habita en ellas, a él vuelven y por él subsisten.